# BKS Stal Bielsko-Biała (volley-ball féminin)
Maillots
Le  BKS Bielsko-Biała est un club féminin de volley-ball polonais basé à Bielsko-Biała et fondé en 1951 évoluant pour la saison 2019-2020 en Liga Siatkówki Kobiet.

## Historique
- BKS Stal Bielsko-Biała (1951–2006)
- BKS Aluprof Bielsko-Biała (2006–2015)
- BKS Aluprof Profi Credit Bielsko-Biała (2015–2016)
- BKS Profi Credit Bielsko-Biała (2016-...)

## Palmarès
- Championnat de Pologne[2]
  - Vainqueur : 1988, 1989, 1990, 1991, 1996, 2003, 2004, 2010.
  - Finaliste : 1987, 1992, 1994, 1995, 2009
- Coupe de Pologne[2]
  - Vainqueur : 1955, 1979, 1988, 1989, 1990, 2004,  2006,  2009.
  - Finaliste : 1977, 1987, 1991, 1994, 1995, 1997, 1998, 2001, 2002, 2007, 2011.
- Supercoupe de Pologne[2]
  - Vainqueur : 2006, 2010[3]
  - Finaliste : 2007, 2009, 2011.